# Hippolyte de Rome
Pour les articles homonymes, voir Hippolyte.

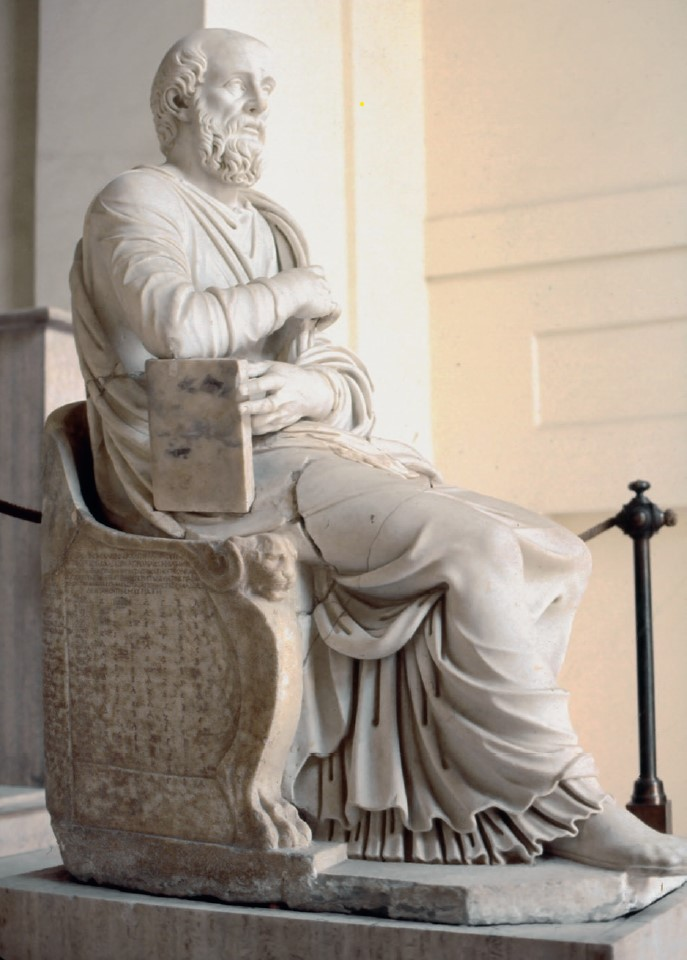
Statue découverte en 1551, via Tiburtina et presque aussitôt identifiée avec une reproduction d'Hippolyte de Rome, prêtre et martyr. Le siège est du IIIe siècle, le personnage - peut-être à l'origine une allégorie féminine de la Sagesse - a fait l'objet de profonds remaniements entre le XVIe et le XVIIIe siècle. (Bibliothèque vaticane, hall d'entrée, au pied de l'escalier).

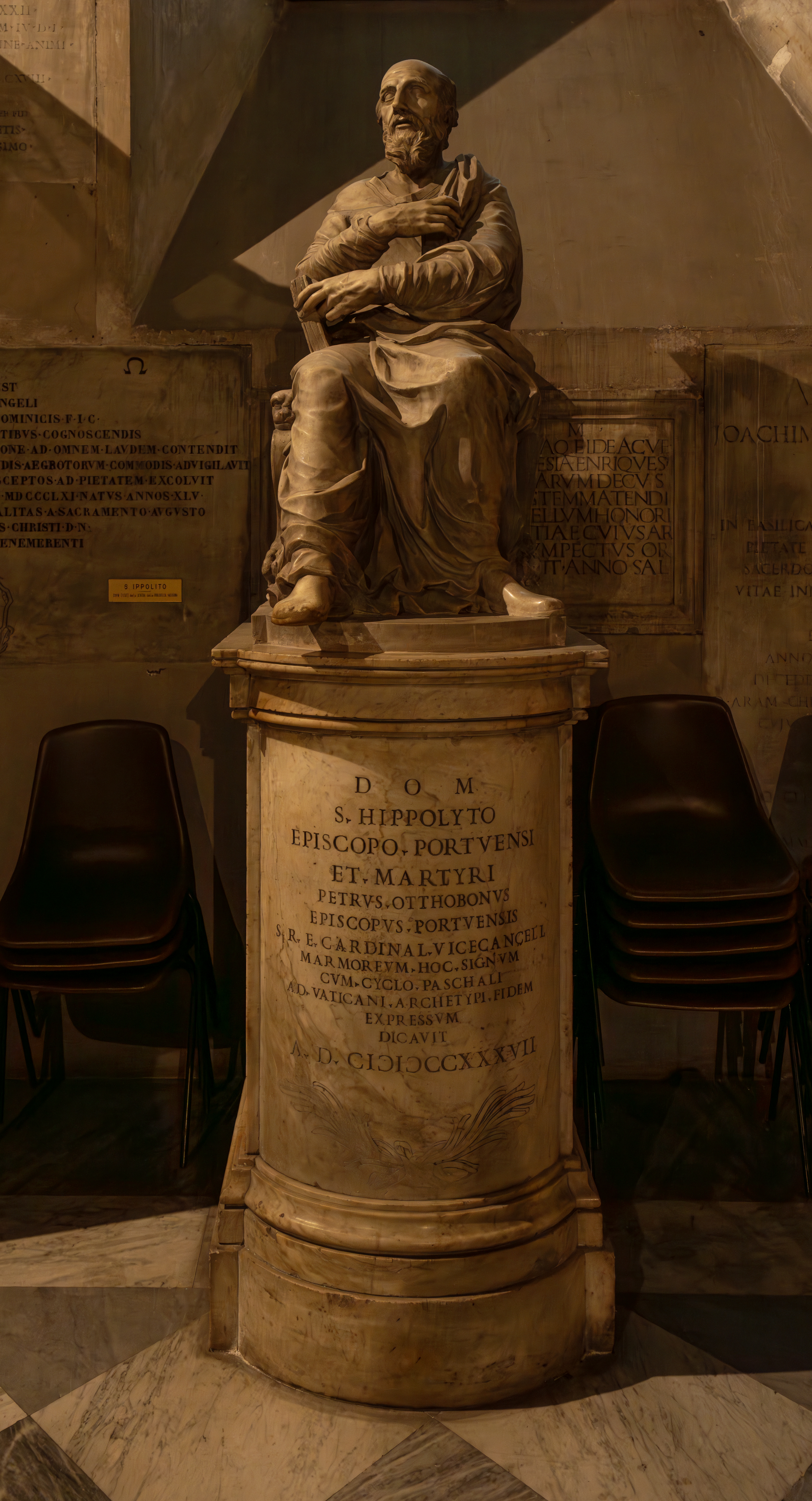
Rome, église San Lorenzo in Damaso, copie en taille réduite de la statue d'Hippolyte, exécutée à la demande de Pietro Ottoboni titulaire de l'église, en 1737 par (Bartolomeo Pincellotti?). Source : Catalogo generale dei Beni Culturali

Hippolyte (vers 170 – 235), connu sous le nom d'Hippolyte de Rome, est un prêtre de l’Église de Rome, d'expression grecque, mort martyr avec le pape Pontien en Sardaigne sous l'empereur romain Maximin Ier le Thrace, et honoré avec lui comme martyr par l'Église catholique et par les Églises orientales. Sa fête est célébrée à Rome le 13 août depuis le temps de l'empereur Constantin.
Les oeuvres attribuées au martyr qui a fait l'objet d'un culte à Rome sont une théorie du comput pascal et une brève chronique dont les titres sont gravés sur la statue d'Hippolyte retrouvée en 1551. Cependant, l'analyse archéologique du monument remet en question le peu de certitudes de l'histoire au sujet de ce personnage : la statue se révèle être composite et le lieu de sa découverte est mis en doute, de sorte que sa valeur documentaire est incertaine.
Hippolyte est identifié par beaucoup avec l'auteur de l'oeuvre appelée Philosophoumena ou Réfutation de toutes les hérésies, fondateur d'une secte schismatique au temps du pape Calixte Ier puis rallié à l'orthodoxie sous l'un de ses successeurs Urbain ou Pontien, peut-être à la suite de leur exil commun en Sardaigne. Le livre 9 de ce traité contient en effet des attaques très vives contre le pape Calixte qu'il traite d'hérétique et d'imposteur de façon appuyée. On s'accorde aujourd'hui à penser que l'auteur de cette oeuvre appartenait à la colonie des Grecs ou d'Orientaux hellénisés qui ont joué longtemps un rôle prédominant à Rome. Il s'exprime au moment où le Latin remplace le Grec comme langue officielle ou plutôt dominante de la communauté chrétienne de Rome.

## La légende ecclésiastique
Selon la doxa historiographique diffusée par l'historiographie ecclésiastique, Hippolyte de Rome serait l'écrivain chrétien le plus prestigieux de son temps, en tout cas dans la partie occidentale de l'Empire romain. Selon un historiographe byzantin du IXe siècle, Photius, Hippolyte, auteur d'un traité contre les hérésies, serait un grec, originaire d'Alexandrie, et ancien élève d'Irénée de Lyon. Ce témoignage, pollué par les confusions anciennes aujourd'hui mises à jour, n'est plus reçu comme crédible. Il s'explique en partie par le fait qu'Irénée est lui aussi l'auteur d'un traité analytique des hérésies, l'Adversus Hereses. L'auteur du Philosophoumena accepte mal la qualité qu'il estime médiocre des deux papes (évêques) précédents, Zéphyrin et surtout Calixte Ier.
S'il se contente de critiquer Zéphyrin, il s'oppose avec force au pape Calixte Ier, qu'il accuse d'introduire de nouvelles coutumes dans l'Église. Il rejette totalement la volonté de Calixte d'autoriser les unions entre esclaves et patricien(ne)s. Il s'agit pour lui d'un concubinage pur et simple, totalement inadmissible.
Il est plausible que ce conflit soit aussi un conflit de « castes », entre un pape d'origine modeste (ancien esclave et affranchi) et un Hippolyte de plus noble lignée et imbu de sa supériorité intellectuelle. Il veut aussi garder le grec de la koinè, langue commune à Rome jusqu'au IIIe siècle, alors que le latin est alors en passe de le supplanter à Rome.
Certains auteurs supposent, sans document à l'appui, qu'un groupe de ses partisans l'a élu évêque de Rome en 217, concurremment à Calixte Ier. Le Liber Pontificalis qui évoque son martyr ne parle cependant de lui que comme d'un prêtre (presbyter), ce qui impliquerait soit que son ordination n'ait jamais été reconnue par l'église romaine, soit qu'on ait préféré la taire, soit qu'il n'ait jamais réussi à réunir des consécrateurs adhérents à ses thèses et que, bien qu'élu, il n'ait jamais été ordonné évêque. Le prologue du livre 1 des Philsophumena se présente effectivement comme le discours programmatique de quelqu'un qui annonce ce qu'il a l'intention d'entreprendre : "Nous qui sommes leurs successeurs (des apôtres), qui participons à la même grâce, à leur suprême pontificat et à leur magistère, nous qui sommes considérés comme les gardiens de l’Église, nous ne nous assoupirons pas..." 
Le schisme se serait poursuivi sous les règnes d'Urbain Ier, puis de Pontien, mais on prétend[Qui ?] qu'il établit le comput de Pâques à la demande d'Urbain et de Pontien. Regrettant sa longue opposition à Calixte Ier, il se serait réconcilié avec le pape Pontien, exilé avec lui en Sardaigne vers 235, lors d'une nouvelle persécution déclenchée par l'empereur romain Maximin Ier, au cours de laquelle il meurt peu après, ainsi que Pontien. L'Église catholique le considère comme un martyr. Fabien, pape depuis 236, obtient des autorités que son corps et celui de Pontien soient rapportés à Rome. Tous deux sont inhumés le même jour, en signe de leur réconciliation, le 13 août 236, dans la « crypte des papes » des catacombes de Saint-Calixte.
Hippolyte a donc été présenté pour la première fois en 1853, dans le contexte polémique de l'ultramontanisme, comme le premier « antipape» de l'histoire par le théologien catholique allemand, bientôt excommunié, Ignaz von Döllinger, l'un des destinataires du Syllabus, au moment où il commence à s'opposer frontalement à Pie IX. La critique a aujourd'hui écarté l'idée qu'Hippolyte martyr soit l'auteur de la réfutation des hérésies. Or c'est ce seul document qui justifiait qu'on considère son auteur comme le chef d'une communauté dissidente opposée aux évêques de Rome. Il n'y a donc plus de raison de le considérer comme évêque de Rome et moins encore de le qualifier d'antipape.

## Hippolyte vu par la critique
Au sujet d'Hippolyte, les historiens ont longtemps mélangé des traditions qui concernent des personnages historiques homonymes différents.
Des traditions, tardives et difficiles à conjuguer, réunissent sous la figure du même personnage des données disparates qui en ont fait tour à tour un prêtre martyr, un historien, un philosophe, un commentateur de la Bible, un théologien, un évêque de Rome, qualifié d'antipape depuis le milieu seulement du XIXe siècle. Les martyrologes ont confondu plusieurs martyrs romains du nom d'Hippolyte.
La littérature ecclésiastique orientale de langue grecque, syriaque, arabe, arménienne, copte, éthiopienne et en slavon a conservé sous forme fragmentaire des commentaires bibliques et des compilations liturgiques attribuées à un certain Hippolyte qualifié soit de "martyr de Rome", soit "d'évêque de Rome martyr", mais tous les manuscrits de ces commentaires sont postérieurs au 10e siècle, pollués par le brouillard historiographique qui enveloppe le personnage romain, en partie ostracisé par la mémoire de son opposition à l'autorité légitime, et en partie oublié à la suite de la perte de mémoire collective qui a accompagné la latinisation de l’Église romaine au IIIe siècle.
La plus grande prudence s'impose donc. Le terrain est miné par les présupposés idéologiques et ecclésiologiques des historiens à chaque époque. Certains attribuent le silence et la confusion des sources au besoin de protéger les textes d'Hippolyte de la mise à l'écart et de l'opprobre associés à sa dissidence. Mais alors comment expliquer que la réconciliation finale supposée et l'auréole du martyre n'aient pas au contraire conduit à une réhabilitation au moins partielle ? L'épuration a pu intervenir de son vivant déjà entre son arrestation et sa mort en captivité. D'autres estiment que sa mémoire a été victime de la latinisation radicale de l’Église romaine au cours du IIIe siècle, cause de la perte et même de la destruction des archives antérieures à Constantin. On ne peut ici que renvoyer aux textes et à la bibliographie suscitée par chacun d'entre eux, en prenant garde de contextualiser chaque pièce du dossier, et de classer les pièces de chaque dossier dans l'ordre chronologique.
Le consensus semblait néanmoins se faire, même avec les historiens partisans d'un Hippolyte unique (Marcel Richard, Victor Saxer) pour reconnaître que l'Hippolyte des commentaires exégétiques, en particulier de Daniel, du De Christo et Antichristo, du Traité sur la Pâque et de la Réfutation de toutes les hérésies, serait un évêque oriental, peut-être de Palestine, de la deuxième moitié du IIIe siècle, différent du martyr romain, dont les oeuvres correspondraient à celles qu'Eusèbe de Césarée attribue à celui qu'il appelle Hippolyte.
L'Occident avait perdu la trace des écrits d'Hippolyte et quasiment effacé sa mémoire - hormis le fait de son martyr - jusqu'à la découverte en 1551 de la statue de la via Tiburtina. Le débat historiographique qui dure depuis lors porte sur la distinction entre plusieurs homonymes (à Rome, hors de Rome en Italie, et en Orient), sur l'attribution des textes et même sur l'authenticité et la date de l'anaphore qui a été présentée comme la plus ancienne prière eucharistique de l’Église latine et surtout sur l'authenticité même de la prétendue statue qui s'avère être aujourd'hui un faux fabriqué au XVIe siècle à partie d'éléments antiques.

### La statue
La relecture de cet objet semble aujourd'hui remettre en cause le peu d'éléments certains de ce dossier miné. En 1973, l'archéologue italienne Margherita Guarducci, présente à Rome, devant l'Académie pontificale d'archéologie, un analyse archéologique du monument qui conclut que "le saint docteur n'est en réalité qu'une doctoresse" (“il ‘santo dottore’ è invece una dottoressa!”) c'est-à-dire une statue de femme modifiée.Cette conclusion s'est imposée depuis sur la base d'analyse pétrographiques, documentaires et techniques.
On comprend désormais que la statue prise pour un objet authentique surgit du IIIe siècle a, en réalité, induit en erreur une partie des analyses postérieures sur l'identité du personnage et brouillé la question de l'authenticité des textes qui lui ont été attribués. Les incohérences relevées depuis deux siècles dans l'historiographie d'Hippolyte, et entre les écrits qu'on s'est efforcé de vouloir lui attribuer reflètent comme dans un miroir les briques et morceaux assemblés artificiellement dans l'objet archéologique. La copie "sur le modèle de l'archétype du Vatican" excécutée au XVIIIe siècle pour la basilique de San Lorenzo in Damaso montre de profondes différences avec l'exemplaire de la Bibliothèque vaticane. Les détails du vêtement féminins de celle-ci sont notamment absent et de l'exemplaire de San Lorenzo et du croquis pris par Piro Ligorio en 1553. Les analyses pétrographiques entreprises au XXe siècle n'ont toujours pas été publiées. Hippolyte n'a pas livré tous ses secrets.

## Les écrits
Le corpus des écrits attribués à Hippolyte de Rome a été longtemps défini par la liste d'écrits gravée sur le socle de la statue d'Hippolyte trouvée en 1551 compilé avec les listes anciennes d'Eusèbe de Césarée et de Jérôme. Le processus d'identification et de reconstitution des textes ainsi désignés a commencé au XVIIe siècle et s'est poursuivi jusqu'au XXe siècle. Des fragments dispersés ont été peu à peu réunis à partir de citations, de traductions en langues slaves et de manuscrits fragmentaires, dégradés ou tardifs. Le socle critique est fragile, les datations et l'authenticité sont souvent contestées en raison de nombreuses interpolations. L'article du Dictionnaire d'Archéologie chrétienne et de liturgie paru en 1925 (t. 6-2, col. 2454-2459) énumère 43 titres d’œuvres différentes. Aujourd'hui plus personne n'ose se risquer à un tel inventaire, tant le socle documentaire est incertain et susceptible d'interprétations radicalement contradictoires.
La théorie des deux auteurs de Nautin a été affinée par Vincenzo Loi (1927-1982) et Manlio Simonetti (1926-2017) qui proposent une répartition des oeuvres entre deux corpus, attribués chacun à un profil différent : Hippolyte prêtre et martyr romain auteur des oeuvres dont la liste a été gravée sur la statue et Hippolyte évêque d'un siège oriental inconnu.
Les principaux écrits attribués à Hippolyte de Rome à une période ou à une autres peuvent être aujourd'hui redistribués entre trois attributions qui se réduisent peut-être à deux :
A- Le crypto-Hippolyte : auteur romain, évêque schismatique, peut-être Hippolyte martyr, anonymisé ou pseudonymisé pour échapper à la destruction
- Peri pantos
- Philosophoumena / Elenchos
- Synagogé chronon ou Chronique universelle de la création du monde à 234

B- Hippolyte martyr romain
- Le traité de la date de Pâques
- Le Traité contre Noët
- Le Syntagma (première version du Philosophoumena)
- La Tradition apostolique ou Diataxeis des apôtres ou Apostolikè paradosis (statue) contenant l'anaphore dite d'Hippolyte)
- Peri charismaton (statue: perdu)

C- Hippolyte oriental confondu par les sources byzantines tardives avec l'Hippolyte romain auréolé de son martyr autant que de sa résistance, sinon de sa dissidence, du point de vue de Byzance
- Le Traité du Christ et de l'Antéchrist
- Le Commentaire de Daniel
- les autres commentaires exégétiques conservés sous forme d'extraits dans les chaînes exégétiques.

### Tradition apostolique
La Tradition apostolique d'Hippolyte est conservée dans des traductions coptes, arabes et éthiopiennes ainsi que par le palimpseste de Vérone (recueil latin du IVe siècle). Elle comprend :
- la première partie traite de la consécration épiscopale, de la liturgie eucharistique et de la bénédiction ;
- la seconde partie présente les lois et les règles en vigueur pour les laïcs ;
- et la troisième partie s'occupe des pratiques religieuses de l'Église.

L'attribution de Tradition apostolique à Hippolyte de Rome est la seule oeuvre dont l'authenticité est formellement exclue par Schölten, pourtant partisan radical de l'unité d'auteur des oeuvres d'Hippolyte.
Anaphore de Saint Hippolyte : historiquement, il s'agit du premier texte de la prière de consécration qui nous soit parvenu complet. Écrit en grec, il a fait l'objet de nombreux commentaires postérieurs et s'appuie sur une théologie assez précise :

« Nous te rendons grâce, Ô Dieu, par ton fils bien-aimé, Jésus-Christ, que dans les derniers temps tu nous as envoyé comme sauveur et rédempteur et messager de ta volonté : il est ton Verbe inséparable, par lequel tu as tout créé et en qui tu t'es complu, que tu as envoyé du ciel dans le sein de la Vierge où il s'est incarné, qui est né du Saint Esprit et de la Vierge, qui pour accomplir ta volonté t'as conquis un peuple saint, et a délivré par sa passion ceux qui ont cru en lui.
C'est lui qui, en se livrant volontairement à la passion pour vaincre la mort, pour rompre les liens du démon, fouler aux pieds l'Enfer, illuminer les justes, atteindre le terme et manifester la résurrection : prenant le pain et rendant grâces à Toi, il a dit : « Prenez et mangez, ceci est mon corps offert pour vous. De même pour le calice disant : Ceci est mon sang répandu pour vous. Quand vous faites cela, vous le faites en mémoire de moi. »
Nous souvenant donc de sa mort et de sa résurrection, nous t'offrons le pain et le calice en te rendant grâce, parce que tu as daigné nous permettre de nous présenter devant toi et d'accomplir notre ministère, et nous te demandons d'envoyer ton Esprit Saint sur l'oblation de la Sainte Église afin que nous puissions te louer, te glorifier par ton fils Jésus-Christ, par qui est à toi gloire et honneur, au Père au fils et au Saint-Esprit dans ta Sainte Église et maintenant et dans les siècles des siècles. Amen. »

### Commentaire de Daniel
La liste de la statue romaine d'Hippolyte découverte en 1551 via Tiburtina n'attribue au prêtre romain aucun commentaire du prophète Daniel. Mais à partir du XVIIe siècle, les spécialistes des chaînes patristiques (=commentaires de la Bible faits de mosaïques d'extraits patristiques), ont commencé à éditer des citations que ces chaînes attribuaient à un certain Hippolyte. De fil en aiguille, la comparaison de ces fragments a permis la reconstitution d'un commentaire quasi complet, corroboré par une traduction en slavon . Son auteur a été dans un premier temps considéré comme identique à l'Hippolyte de la statue.
La première édition critique du commentaire authentique est parue en 1897 dans la prestigieuse collection des Griechischen Christlichen Schriftsteller (GCS) . Le texte en avait été établi seulement à partir de quelques manuscrits accessibles en Europe. En 1947, elle a fait l'objet d'une traduction française. Elle a toutefois rapidement été considérée comme insuffisante faute d'avoir pu prendre en compte le texte des chaînes et des manuscrits conservés, notamment en Grèce et au Mont-Athos. Marcel Richard (1907-1976) y a travaillé jusqu'à sa mort en 1976. Il s'en est expliqué dans plusieurs publications.
Les éditeurs du corpus de Berlin (GCS Grieschischen Christianischen Schriftsteller) ont mis 24 ans à réviser et publier l'édition du commentaire de Daniel que leur avait adressée Marcel Richard avant sa mort en 1976. En 2000 est parue une nouvelle édition critique du texte grec, établie cette fois-ci à partir de l'examen et du rééxamen de tous les témoins conservés en Orient et en Occident, après plus de 50 ans de recherches. L'éditeur français (M. Richard) et l'éditeur allemand de l'édition imprimée concluent que l'auteur est un Hippolyte différent d'Hippolyte de Rome, probablement un évêque oriental.
Le passage concernant la date de la fête de Noël au 25 décembre y est "annulé" (getilgt), alors qu'il figurait dans l'édition princeps de 1897. Or il constitue un point névralgique de la discussion sur l'authenticité de l'oeuvre :

Edition de 1897 : "La première parousie de notre Seigneur, la parousie charnelle qui le fait naître à Bethléem, a eu lieu le huitième jour des calendes de janvier, [πρὸ ὀκτὼ καλανδῶν ἰανουαρίων], un mercredi, en la quarante deuxième année du règne d’Auguste, cinq mille cinq cents ans après Adam".
On a cru pouvoir affirmer sur la base de ce texte que le commentaire du livre de Daniel contenait la plus ancienne affirmation de la célébration de la fête de la Nativité du Christ « huit jours avant les calendes de janvier », ce qui correspondrait à la date du 25 décembre.
Or le commentaire d'Hippolyte mis à part, le plus ancien document à mentionner la fête de Noël le 25 décembre est un chronographe romain datable entre 336 et 354. Cette espèce d'almanach contient aussi le plus ancien témoignage de la depositio ou translation de Sardaigne à Rome des reliques d'Hippolyte et du pape Pontien avec lequel il a été martyrisé.
La quasi totalité des manuscrits du commentaire de Daniel qui ont la formule concordante (Nativité au 25 décembre) sont de loin postérieurs au chronographe romain. Leur copiste, ou celui de leur archétype, a fait appel à la tradition liturgique romaine pour compléter ou corriger le texte original du commentaire de Daniel attribué à un certain Hippolyte. Tous les témoins de l'expression sont tardifs et postérieurs au chronographe romain qui est la première et la seule attestation datable, admise par les historiens du calendrier, de la fête de la Nativité du Christ le 25 décembre, jour de la fête civile du Sol invictus, instituée en 274.
Pourtant, les tables de comput pascal, gravées par un contemporain sur la statue d'Hippolyte conservée à Rome, contemporaines d'Hippolyte, indiquent le mercredi 2 avril comme jour de la naissance du Christ ("genesis christi") . Ce fait n'est pas remis en question par la déconstruction de l'identité du personnage de la statue. Jusqu'à nouvel informé, c'est la masculinisation de la statue qui a été remise en question par l'archéologie, non la liste d’œuvres attribuées à Hippolyte, ni surtout l'attribution du comput pascal à Hippolyte, elle-même corroborée par certaines sources écrites. Pour Schölten, cité plus haut, la table pascale est le seul lien indiscutable entre la statue et les oeuvres citées par Eusèbe de Césarée.
Les manuscrits du commentaire de Daniel qui écrivent "le huitième jour des calendes de janvier" témoignent donc presque certainement d'une correction tardive, mais ancienne, destinée à accorder le commentaire avec la source de la mémoire du martyr romain. La date du mercredi 2 avril n'étant plus compatible, elle devait être modifiée.
Le commentaire de Daniel aura donc été harmonisé avec la maigre tradition romaine concernant Hippolyte. La date de la nativité un mercredi, peut-être même le 2 avril (date du comput de la statue), a été remplacée par la nativité au mercredi 25 décembre.
Pour ces raisons, l'édition critique a cancellé par la mention "habe ich getilgt" (c'est-à-dire retiré du texte édité authentique) l'expression "le huitième jour des calendes de janvier". Il faut lire désormais :
Edition de 2000 : "Car la première venue de notre Seigneur dans la chair, quand il est né à Bethléem, a eu lieu avant le quatre des nones d'avril, le quatrième jour, en la quarante deuxième année du règne d'Auguste, cinq mille cinq cents ans après Adam".
La question est alors de savoir s'il y a lieu de refuser l'attribution du commentaire de Daniel à Hippolyte de Rome pour l'attribuer à un évêque oriental inconnu par ailleurs, si le texte original donnait la même date de la nativité que la statue de la via Tiburtina ? L'introduction de l'édition critique ne traite pas de la question et se contente d'attribuer le commentaire à l'Hippolyte oriental. Le texte premier du commentaire de Daniel, remplacé dans les manuscrits par la clausule "le huitième jour des calendes de janvier", désormais éliminée par l'édition critique, demeure conjectural. Seul le mot "mercredi" est sûr. La critique d'attribution doit ici rendre les armes et laisser chacun voir à sa porte l'Hippolyte de ses rêves, faisant une fois de plus d'une oeuvre de ce corpus maudit un document de l'histoire inutilisable pour l'histoire.
Une chose cependant est sûre : il n'est pas possible d'appuyer sur ce texte la certitude que Noël était fêtée le 25 décembre déjà en 204.
S'il s'avérait qu'Hippolyte avait bien déjà assigné le 25 décembre à la naissance du Christ, il faudrait en déduire que la fête chrétienne du solstice n'a pas été instituée par souci de mettre en valeur la compatibilité du christianisme avec le symbolisme de la fête civile du 'Sol invictus', mais que c'est la fête civile du 'Sol invictus' qui a été promulguée en 274 l'intégration de la fête chrétienne préexistante dans la société civile du temps. Il faudrait expliquer alors pourquoi une croyance établie à Rome dès la fin du IIe siècle (date imputable au commentaire de Daniel) n'aurait eu aucun autre écho dans l'empire pendant plus d'un siècle, à la différence de ce qui s'observe avec le chronographe de 336-354.

### Philosophumena, ou Réfutation de toutes les hérésies
L'Elenchos est l'œuvre d'un prêtre romain, peut-être d'un évêque - il se présente comme successeur des apôtres - de la première moitié du IIIe siècle, hostile au pape Calixte Ier (217–222) dont le livre IX décrit le comportement et les manoeuvres financières peu édifiantes, et dont il critique les décisions disciplinaires et pastorales.
L'oeuvre a reçu deux titres différents : Elenchos (Réfutation contre toutes les hérésies ou Apophasis megalê) et Philosophumena; traduits en latin par Refutatio omnium haeresium (traduction latine moderne). La thèse de l'auteur consiste à expliquer que toutes les hérésies ou dissidences doctrinales chrétiennes ne doivent rien à l'Ecriture ou aux traditions chrétiennes, mais qu'elles sont des dévoiements des philosophies païennes "plus anciennes et plus augustes que celles des hérétiques" (prol., fin, op. cit. p. 105). L'auteur se contente souvent de grossières citations littérale des auteurs.
L'unique manuscrit conservé a été découvert au Mont-Athos en 1842 et ramené en France (Paris, BnF, supplément grec 464, f. 1-134v). Le manuscrit est anépigraphe: en papier, fortement mutilé sur le pourtour de la page, il est sans nom d'auteur nininscrit en tête. C'est à l'occasion de son édition, parue à Oxford en 185, que son attribution à Hippolyte a été proposée pour la première fois.
Pierre Nautin a suggéré qu'il ne s'agissait pas d'Hippolyte mais d'un certain Josippe (Josippos). Cette réattribution a été rejetée par la critique presque unanime, même si l'identification de l'auteur avec le martyr romain Hippolyte reste problématique. Les travaux de l'école italienne du 20e siècle confirment cependant une probable dissociation entre Hippolyte martyr romain mort en 235 et l'auteur de la réfutation des hérésies.

## Editions
La critique d'attribution des oeuvres du corpus hippolytien ne permet que peu de certitudes; presque chaque oeuvre suscite des thèses contradictoires. On reporte ici les titres bibliographiques.
- Hippolyte de Rome, Sur les bénédictions d'Isaac, de Jacob et de Moïse : Notes sur la tradition manuscrite, texte grec, versions arménienne et géorgienne, par Louis Mariès, 1935, (ASIN B0017XFJIM).
- Hippolyte, Contre les hérésies ; fragment, Étude et édition critique de Pierre Nautin, Éditions du Cerf, 1949.
- La Tradition apostolique ; D'après les anciennes versions, Introduction, traduction et notes par Bernard Botte (de), o.s.b., moine du Mont César ; version latine d’un règlement de l'Église du IIIe siècle, dont l'original grec est perdu, ce recueil contient des prescriptions et des prières liturgiques. Cerf, Paris, deuxième édition revue : 1968, 1984 … 2007  (ISBN 2204022829).
- Hippolyte de Rome, Philosophumena, ou Réfutation de toutes les hérésies, trad. A. Siouville [pseud. de Joseph Turmel] (1928) ;
- Archè, 1991 [sans les livres I, IV et X] ; trad. H. van Kasteel (2019), Beya, 2019 [trad. intégrale]  (ISBN 978-2-930729-10-7), recension.
- Une homélie inspirée du Traité sur la Pâque d'Hippolyte de Rome, trad. Pierre Nautin : Cerf, coll. Sources chrétiennes, no 27, 1950.
- Hippolyte de Rome, Commentaire sur Daniel (202–204), Cerf, coll. « Sources chrétiennes », 1947. Des commentaires catholiques, celui de saint Hippolyte sur Daniel est le plus ancien qui nous ait été conservé. Réédition : 1976, 233 p.  (ISBN 978-2-2040-3408-1).
- Invocation à la Pâque et prière au Christ-Roi (IVe s.), trad. du grec François Cassingena-Trévedy : Premiers écrits chrétiens, Gallimard, coll. La Pléiade, 2016, p. 1151-1152.
- Hippolyte de Rome, Réfutation de toutes les hérésies, introduction, traduction et notes de Hans van Kasteel, Beya, 2019, XXXIV + 394 p.

### Recherche
- Germain Morin, «La liste épigraphique des travaux de s. Hippolyte au Musée du Latran», Revue Bénédictine, 17 (1900), p. 246-251.
- F. Cabrol, Henri Leclercq et al., "Hippolyte (saint) et son oeuvre liturgique", Dictionnaire d'Archéologie chrétienne et de liturgie, t. 6-2, 1925, col. 2409-2483.
- Pierre Nautin, Hippolyte et Josipe: À l’histoire de la littérature chrétienne du troisième siècle, Études et textes pour l’histoire du dogme de la Trinité 1, Paris, Editions du Cerf, 1947.
- M. Richard, «Comput et Chronographie chez saint Hippolyte» in: "Melanges de sciences religieuses" 7, 1950, p. 237-268 ; 8, 1951, p. 19-50
- Pierre Nautin, La controverse sur l'auteur de l'Elenchos, Université catholique de Louvain, 1952, 43 p.
- M. Richard, «Hippolyte de Rome », Dictionnaire de spiritualité ascétique et mystique, vol. VII, 1986.
- Simonetti et Loi, eds., Ricerche su Ippolito, 1984 (?)
- [Collectif], Nuove ricerche su Ippolito, ed. Simonetti, (Studia Eph. « Augustinianum », 30), Rome, 1989. [recueil décisif pour le renouvellement de l'historiographie concernant H.]
- C. Schölten, art. Hippolytos II (von Rom), in: Reallexikon für Antike und Christentum, XV, Stuttgart, 1991, col. 493-551. [partisan farouche de la thèse de l'auteur unique].
- Victor SAXER, art."Hippolite (Saint)", Dictionnaire d'histoire et de géographie ecclésiastiques. Paris: Letouzey et Ané, 1993, vol. 24, cols 627-635.
- Pierre Grelot, La Tradition apostolique (Règle de foi et de vie pour l'Église), Cerf, Paris, 1995  (ISBN 2204051330).
- Manlio Simonetti, ed., Ippolito, Contro Noeto, Biblioteca patristica 35 (Bologna: EDB, 2000) [présentation détaillée et argumentée de la théorie des deux auteurs].
- G. Aragione et E. Norelli, Des évêques, des écoles et des hérétiques. Actes du colloque international sur la « Réfutation de toutes les hérésies », Genève, 13-14 juin 2008, 2011, 344 p.
- Katharina Bracht, Hippolyts Schrift In Danielem: Kommunikative Strategien eines frühchristlichen Kommentars, (Studien und Texte zu Antike und Christentum 85). Tübingen: Mohr Siebeck, 2014. XX, 448 p.
- Izabela Jurasz, « « Empédocle gnostique » et le dualisme selon Hippolyte de Rome (Refutatio, VII, 29-31) », Laval théologique et philosophique, vol. 74, no 3,‎ 2018, p. 375-405 (lire en ligne, consulté le 11 mai 2020).
- (en) András Handl, « A Heavily Bearded Philosopher in Female Underwear : Deconstructing and Reconstructing the Identity of the "Hippolytus-Statue"  », Louvain Studies, Peeters Publishing, vol. 44, no 4,‎ 2021, p. 340-364 (ISSN 0024-6964, lire en ligne, consulté le 30 septembre 2022) [synthèse historiographique magistrale de l'intégralité dossier, dont le principal apport est la déconstruction du mythe de la statue, déjà fortement mis à mal par les études parues à Rome en 1989.]